# Scanbox Entertainment
Scanbox Entertainment Danmark A/S er et dansk distributionsselskab indenfor filmbranchen med hovedkontor i København. Virksomheden blev grundlagt i 1980 som distributør af hjemmevideoer, såsom VHS og DVD-udgivelser, men distribuerer nu også film og tv-serier i samarbejde med filmselskaber i de nordiske lande. Administerende direktør er pr. 2024 Thor Sigurjonsson med Merete Christensen som vicedirektør.
Scanbox har cirka 60 ansatte fordelt på kontorer i København, Helsinki, Oslo, Stockholm og Göteborg. Virksomheden blev i 2023 opkøbt af Vuelta Group, der også ejer produktionsselskaber i Italien, Frankrig og Tyskland.